# Mario Astorga
Mario Hugo Astorga Gutiérrez (Santiago, 22 de abril de 1931) es un profesor y político chileno, miembro del Partido Radical (PR). Se desempeñó como ministro de Educación Pública en la administración del presidente socialista Salvador Allende. Tras el golpe de Estado de 1973 —encabezado por el general Augusto Pinochet—, no regresó a Chile hasta dentro de unos catorce años. También ha sido parte del directorio de la Escuela de Profesores, tras el fin de la dictadura militar.

## Biografía
De raíces aconcagüinas, nació en Santiago. Siendo adolescente, empezó a interesarse en los problemas de la educación.
Egresó de la Normal José Abelardo Núñez el año 1953. Comenzó su vida profesional en la Escuela Consolidada de Puente Alto, el año 1954. Posteriormente pasó a ser profesor de la Normal, y llegó a ser presidente nacional de los estudiantes secundarios, militante y posterior vicepresidente del PR.
Astorga se inició como gremialista al presidir la más importante organización del magisterio la Unión de Profesores de Chile desde 1961 hasta el día de su asunción como ministro de Educación del presidente Allende el miércoles 4 de noviembre de 1970, hasta fines de enero de 1971, tras el partido radical, aconsejarle a Allende de que lo nombre.
Es decir, durante tres periodos consecutivos fue presidente de la Unión de Profesores de Chile y antes de terminar su tercer periodo fue nombrado ministro de Educación por Allende, convirtiéndose en el sostenedor de la cartera que más tiempo estuvo junto al Mandatario.
Luego de distintos cambios ministeriales hubo seis ministros. Una vez fuera del gabinete, Astorga se desempeñó como director internacional de un programa de la UNESCO.
Durante la gestión de Astorga como gremialista y luego como ministro de Educación, el profesorado fue favorecido con una buena gestión que se tradujo en importantes beneficios para el país. A comienzos de 1971 siendo ministro, manifestaba que "corresponde a los trabajadores de la educación y a los sectores de la comunidad directa o indirectamente interesados en el proceso educacional chileno, definir la política educacional que nuestro país debe sustentar en esta nueva y expresiva forma de vida. En ese mismo año, crea el Comité Coordinador de los Servicios del Ministerio de educación. También en ese periodo junto al CPEIP organizó equipos académicos especializados para reformar la estructura curricular con un proyecto de apoyo a la Educación Técnica.
El 31 de marzo del 2003, es obligado a renunciar, siendo uno de los directores de la Escuela de Profesores. Por problemas financieros dentro de ese organismo. También en esa década fue el cuarto vicepresidente y presidente de la Comisión Política de la Mesa Directiva del PRSD.
En el 2007, fue candidato a presidir el magisterio de la Escuela de Profesores.